# 莱布吕内勒
莱布吕内勒（法語：Les Brunels，法語發音：[le bʁynɛl] ⓘ）是法国奥德省的一个市镇，属于卡尔卡松区。

## 地理
莱布吕内勒（43°24'13"N, 2°2'59"E）面积11.97 平方千米，位于法国奧克西塔尼大區奥德省，该省份为法国南部沿海省份，北起塔恩省，西北接上加龙省，西接阿列日省，南至东比利牛斯省，东临地中海，东北与埃罗省接壤。
与莱布吕内勒接壤的市镇（或旧市镇、城区）包括：拉贝塞德洛拉盖、洛拉盖地区凡尔登、沃德勒耶、莱卡马兹、索雷兹。

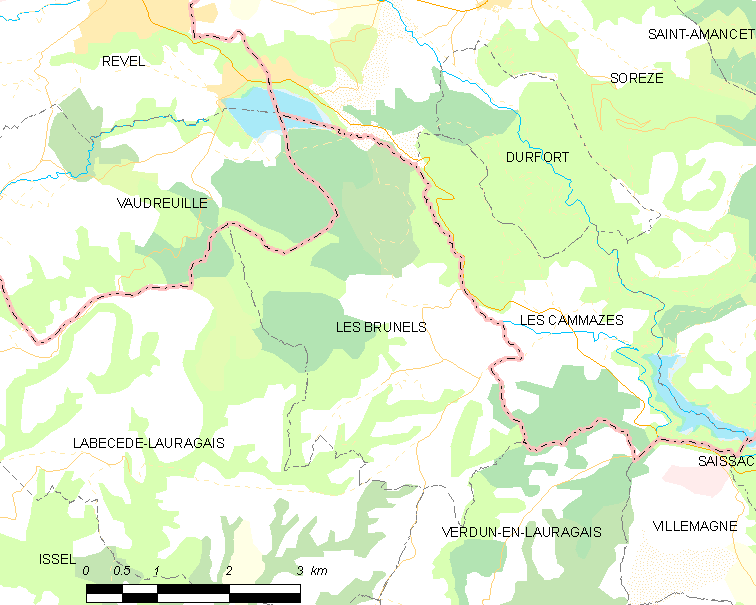
莱布吕内勒的OSM定位图

莱布吕内勒的时区为UTC+01:00、UTC+02:00（夏令时）。

## 行政
莱布吕内勒的邮政编码为11400，INSEE市镇编码为11054。

## 政治
莱布吕内勒所属的省级选区为努瓦尔山区拉马勒佩尔县。

## 人口

1962-2008年间莱布吕内勒人口变化图示

莱布吕内勒于2022年1月1日时的人口数量为268人。